# وست ملتون (پنسیلوانیا)
وست ملتون (به انگلیسی: West Milton) یک منطقهٔ مسکونی در ایالات متحده آمریکا است که در شهرستان یونیون، پنسیلوانیا واقع شده‌است. وست ملتون ۹۰۰ نفر جمعیت دارد.